# Äspetjärnen (Töllsjö socken, Västergötland)
Äspetjärnen är en sjö i Bollebygds kommun i Västergötland och ingår i Rolfsåns huvudavrinningsområde.